# فيديريكو غاي (لاعب كرة قدم)
فيديريكو غاي (بالإسبانية: Federico Gay)‏ هو لاعب كرة قدم أرجنتيني، ولد في 7 ديسمبر 1991 في أفيانيدا في الأرجنتين. لعب مع إنديبندينتي.

## وصلات خارجية
- فيديريكو غاي على موقع قاعدة بيانات كرة القدم.إي يو (الإنجليزية)
- فيديريكو غاي على موقع Soccerway.com (الإنجليزية)